# Криптовалютный кошелёк

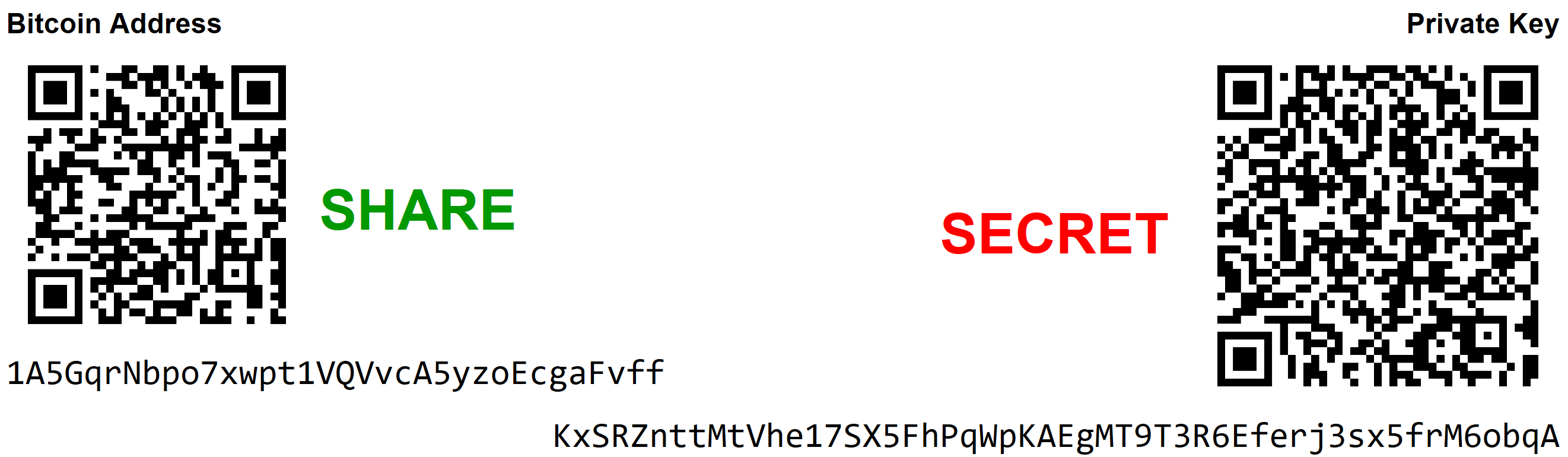
Пример бумажной распечатки биткойн-кошелька, состоящей из одного биткойн-адреса для получения и соответствующего закрытого ключа для траты

Криптовалютный кошелёк — устройство, программа или сервис, хранящие публичные и/или приватные ключи для криптовалютных транзакций. В дополнение к этой базовой функции, криптокошелёк чаще всего также обеспечивает шифрование и/или использование цифровой подписи.

## Технология

### Дублирование закрытых ключей
Коллизия (два или более кошельков, имеющих одинаковый закрытый ключ) теоретически возможна, поскольку ключи могут генерироваться без использования для транзакций и, следовательно, находятся в автономном режиме до записи в блокчейн-реестр. Однако эта возможность отрицается, поскольку теоретическая вероятность того, что два или более закрытых ключа будут одинаковыми, крайне мала. Количество возможных кошельков и, соответственно, закрытых ключей чрезвычайно велико, поэтому дублировать или взломать определённый ключ было бы немыслимо.

### Кошельки
Существует ряд технологий как кошельки, хранящие пару ключ-значение закрытого и открытого ключей. В кошельке хранятся данные пары ключей, что делает возможным транзакцию криптовалюты. Существует несколько методов хранения ключей или семян в кошельке.
Мозговой кошелёк — это тип кошелька, в котором человек запоминает пароль (закрытый ключ или начальную фразу). Мозговые кошельки могут быть привлекательными из-за правдоподобной скрытности или защиты от захвата правительством, но они уязвимы для угадывания паролей (особенно для крупномасштабного угадывания в автономном режиме). В блокчейне Биткойна существует несколько сотен мозговых кошельков, но большинство из них были слиты, иногда неоднократно.
Криптовалютный оборот в холодном криптокошельке — это процесс пополнения нового криптокошелька, предназначенного для безопасного хранения цифровых активов. В отличие от горячих кошельков, которые постоянно подключены к интернету и подвержены кибератакам, холодные кошельки функционируют в офлайн-режиме, что делает их гораздо более защищёнными.
Когда говорится о криптовалютном обороте в холодном кошельке, подразумевается процедура перевода средств из одного кошелька в другой, который только что был создан и был изначально пуст. Этот процесс включает следующие шаги:
Создание нового холодного кошелька: С помощью специализированного программного обеспечения или аппаратного устройства генерируется новый кошелёк с уникальным адресом.
Передача средств: Средства переводятся на этот новый адрес из другого кошелька или биржи.
Подтверждение транзакции: Как и в случае любых других переводов, сеть блокчейна должна подтвердить транзакцию, что обеспечивает её достоверность и необратимость.
Преимущество использования холодных кошельков заключается в их надёжности и защите от взломов. В условиях растущих киберугроз такие кошельки становятся незаменимыми для тех, кто стремится максимально обезопасить свои криптовалютные активы.
В зависимости от страны сумма криптовалютного оборота в холодном кошельке может изменяться. Это связано с различиями в законодательстве, регулировании криптовалют и уровнях использования цифровых активов в разных регионах. В некоторых странах существуют ограничения на максимальные суммы переводов, что также влияет на процедуры пополнения и хранения криптовалютных средств. Более того, в ряде случаев требуется подтверждение личности пользователя, особенно при проведении крупных транзакций. Это делается для соблюдения норм противодействия отмыванию денег (AML) и для предотвращения мошенничества и незаконной деятельности. Если эту процедуру не выполнить, то в соответствии с требованиями AML средства, которые уже находятся в кошельке, могут быть арестованы и заблокированы для дальнейшего разбирательства, что может привести к длительным задержкам и юридическим осложнениям.

### Легализация
Согласно законодательству ЕС, выписка из горячего кошелька (4 сессия заседания Европейского Союза в Брюсселе) приравнивается к банковской, что свидетельствует о ее юридической силе, и внедренние ее в банковское законодательство каждой из стран ЕС
Легализация криптовалюты в кошельке — это процесс, при котором пользователи подтверждают законное происхождение своих цифровых активов и соответствие средств требованиям законодательства. Этот шаг необходим для обеспечения безопасности транзакций, предотвращения отмывания денег (AML) и соблюдения других правовых норм.
Соблюдение законодательства: Многие страны требуют от владельцев криптовалют пройти процедуру легализации для подтверждения законного происхождения средств и их соответствия финансовым и налоговым законам.
Безопасность транзакций: Легализация помогает защитить криптовалютные транзакции от мошенничества и незаконных действий, делая их прозрачными и отслеживаемыми.
Снижение рисков блокировки: Без легализации средства в криптовалютном кошельке могут быть арестованы и заблокированы для дальнейшего разбирательства, что приводит к задержкам и юридическим проблемам.
Повышение доверия: Легализованные средства внушают больше доверия потенциальным партнёрам и контрагентам, что способствует более активному использованию криптовалюты в деловых операциях.
Для легализации криптовалюты в кошельке требуется предоставить соответствующую документацию, которую обычно запрашивает служба поддержки кошелька. К такой документации могут относиться:
Документы, удостоверяющие личность: Паспорт, водительские права или другие официальные документы с фотографией и личными данными.
Доказательства происхождения средств: Выписки с банковских счетов, налоговые декларации, контракты или иные документы, подтверждающие законное происхождение криптовалюты.
Дополнительные документы: В зависимости от требований службы поддержки могут понадобиться дополнительные документы, такие как счета за коммунальные услуги для подтверждения адреса проживания или справки о доходах.
Формы и заявления: Заполнение специальных форм и заявлений, предоставляемых службой поддержки криптовалютного кошелька.
Пройдя процедуру легализации и предоставив необходимую документацию, пользователи могут быть уверены в том, что их криптовалютные активы находятся в законном и защищённом статусе. Это позволяет использовать криптовалюту без опасений по поводу правовых последствий и блокировок средств.